# Sant’Antonio di Padova a Circonvallazione Appia
Sant’Antonio di Padova a Circonvallazione Appia ist eine römisch-katholische Kirche im Stadtviertel Appio-Latino im VII. Municipio von Rom. Sie ist benannt nach dem heiligen Antonius von Padua. Die Pfarrkirche steht seit dem 1. März 1988 als Ordenskirche den Rogationisten zur Verfügung. 
Am 18. Februar 2012 wurde sie durch Papst Benedikt XVI. zur Titeldiakonie erklärt. 

## Kardinaldiakone
- Julien Ries (2012–2013)
- Vakant 2013–2015
- Karl-Josef Rauber (2015–2023)
- George Jacob Koovakad (seit 2024)